# Mr. Moustache
«Mr. Moustache» es una canción de la banda de Grunge Nirvana. Es la décima canción del álbum de estudio de 1989 titulado Bleach. La canción fue escrita por Kurt Cobain (que aparece en los créditos del álbum como «Kurdt Kobain»).
«Mr. Moustache» es una de las primeras canciones de Rock alternativo en tener un título que no se encuentra en la letra de la canción, que establecería una característica en el género. El título se refiere a hombres tipo "macho" que tienen bigote. La canción también se refiere a vegetarianos que se encontraban por esos días muy frecuentemente en Olympia, Washington.